# Camerata Musica Limburg
Camerata Musica Limburg ist ein 1999 gegründetes Männervokalensemble, das seither unter der Leitung von Jan Schumacher steht. Die Gründung bedeutete für die Chormitglieder eine Weiterentwicklung der gemeinsamen musikalischen Wurzeln im Chor der Limburger Domsingknaben. Die Sänger haben sich die Fortführung der Tradition der erfolgreichen Männerkammerchöre ehemaliger Limburger Domsingknaben zum Ziel gesetzt.
Das Ensemble präsentiert dem Publikum unbekannte Werke der Männerchorliteratur, wobei der tradierte Kanon an Kompositionen nicht vernachlässigt werden soll.
Das Repertoire reicht von gregorianischem Gesang und Werken alter Meister bis zu romantischen Motetten, zeitgenössischen Kompositionen und Arrangements von Jazz-/Popsongs. Die Auseinandersetzung mit Neuer Chormusik führte zu einigen Kompositionen, die eigens für Camerata Musica Limburg komponiert wurden.
Der Ruf des Chores führte zu Festival- und Konzerteinladungen in ganz Deutschland sowie ins europäische und außereuropäische Ausland, unter anderem zum 9. Weltchorsymposium 2011 nach Puerto Madryn in Argentinien.
Camerata Musica Limburg wurde 2004 als erster „hr-Klassik - Chor des Jahres“ ausgezeichnet. 2006 erhielt das Ensemble einen 1. Preis beim internationalen Chorwettbewerb „Florilège Vocal“ in Tours in Frankreich und 2007 einen weiteren 1. Preis beim internationalen Chorwettstreit in Vlaanderen-Maasmechelen (Belgien), wo der Chor zudem einen Sonderpreis für die herausragende Interpretation des zeitgenössischen Pflichtwerkes verliehen bekam.
Im Mai 2008 gewann der Chor beim 1. Internationalen Chorwettbewerb im Rahmen des Chorfestes in Bremen zwei 1. Preise in den Kategorien Romantik und Moderne. Darüber hinaus erhielten die Sänger den Sonderpreis von Deutschlandradio Kultur, eine CD-Aufnahme mit einem Tonmeister des Deutschlandradio. Im Frühjahr 2009 erschien die erste CD „Schöne Nacht“ mit romantischer Männerchorliteratur beim Leipziger Klassik-Label GENUIN, im Herbst 2009 die zweite Einspielung „Von dem Dome“ mit geistlicher Literatur (Mendelssohn, Schubert, Cornelius), eine Produktion von GENUIN und Deutschlandradio Kultur. Nach der Teilnahme am Finale des Chorwettbewerbs der Europäischen Rundfunkanstalten „Let the people sing“ im Herbst 2009 in Oslo, feierte die Camerata Musica Limburg ihr zehnjähriges Bestehen mit einem Konzert im Hohen Dom zu Limburg, bei dem u. a. fünf Uraufführungen zu hören waren. Bedeutende zeitgenössische Komponisten wie Robert Sund, Alessandro Cadario oder Kurt Bikkembergs hatten speziell für dieses Konzert und Camerata Musica Limburg komponiert.
Camerata Musica Limburg siegte beim 8. Deutschen Chorwettbewerb 2010 in der Kategorie C.1 Männerchöre – 16 bis 40 Mitwirkende.

## Diskografie
- Natus est nobis – Chormusik zur Advents- und Weihnachtszeit (2003)
- The first nowell – Live-Mitschnitt des HR-Weihnachtskonzerts (2004)
- Schöne Nacht – Romantic partsongs for male choir (Genuin 01/2009)
- Von dem Dome – Geistliche Werke der Romantik für Männerchor (Genuin 10/2009)
- Stimmenwelten-Himmelsstimmen (2011)
- Serenade – Songs of night and love Romantic partsongs for male choir (Genuin 02/2012)
- Die Macht des Gesanges – Anselm Hüttenbrenner – Chormusik für Männerstimmen (Ersteinspielung) (Helbling 03/2012)
- Am siebenten Tage – Werke zeitgenössischer flämischer Komponisten (2012)
- The Complete Choral Works for Male Voices by Franz Schubert
  - Vol. 1 – Sehnsucht (2015) (Genuin 5/2015)
  - Vol. 2 – Der Triumph der Liebe (2016) (Genuin 05/2016)
  - Vol. 3 – Wehmut (2017) (Genuin 10/2017)
  - Vol. 4 – Die Einsiedelei (2018) (Genuin 10/2018)
  - Vol. 5 – Elysium (2019) (Genuin 05/2019)
  - Vol. 6 – Perspectives on Schubert (Arrangements and Works inspired by Schubert) (2019) (Genuin 09/2019)
- Christian Ridil – Sololieder und Werke für Männerchor (2020) (Genuin 04/2020)